# Clark Gregg
Robert Clark Gregg (nascut el 2 d'abril de 1962) és un actor, director, guionista i actor nord-americà. Interpreta l'agent Phil Coulson al Marvel Cinematic Universe, començant per Iron Man (2008) i continuant a través de Iron Man 2 (2010), Thor (2011), The Avengers (2012), Captain Marvel (2019) i la sèrie de televisió Marvel's Agents of S.H.I.E.L.D. des del 2013, convertint-lo en l'actor amb més presència de pantalla del MCU. També dona veu al personatge a la sèrie animada Ultimate Spider-Man i als videojocs Lego Marvel Super Heroes, Lego Marvel Avengers i Marvel Heroes.
Gregg també ha co-protagonitzat com Richard l'ex-marit de Christine Campbell, a la comèdia The New Adventures of Old Christine, de CBS, que va debutar al març de 2006 i va concloure al maig de 2010. També va interpretar a l'agent especial del FBI, Mike Casper, a la sèrie NBC The West Wing i Cam, el nuvi de Jack (i client de Grace), a la sèrie de televisió NBC Will & Grace.

## Primers anys de vida
Gregg va néixer el 2 d'abril de 1962 a Boston, Massachusetts, fill de Mary Layne (nascuda Shine) i Robert Clark Gregg Sr., sacerdot episcopal i catedràtic de la Universitat Stanford. Com que la seva família es trasllava amb freqüència, havia viscut a set ciutats quan tenia 17 anys. Va estudiar a l'escola secundària a Chapel Hill, Carolina del Nord, on el seu pare era professor a la propera Universitat de Duke. Va assistir a la Universitat Wesleyan de l'Ohio durant dos anys abans de deixar la universitat i traslladar-se a Manhattan. Va ocupar diversos llocs de treball, com ara un bar de tornada, un guàrdia de seguretat al Museu Guggenheim i un servei d'aparcaments en un restaurant. Més tard es va matricular a la Tisch School of the Arts de la Universitat de Nova York, on va estudiar teatre i anglès i es va graduar el 1986.

## Carrera

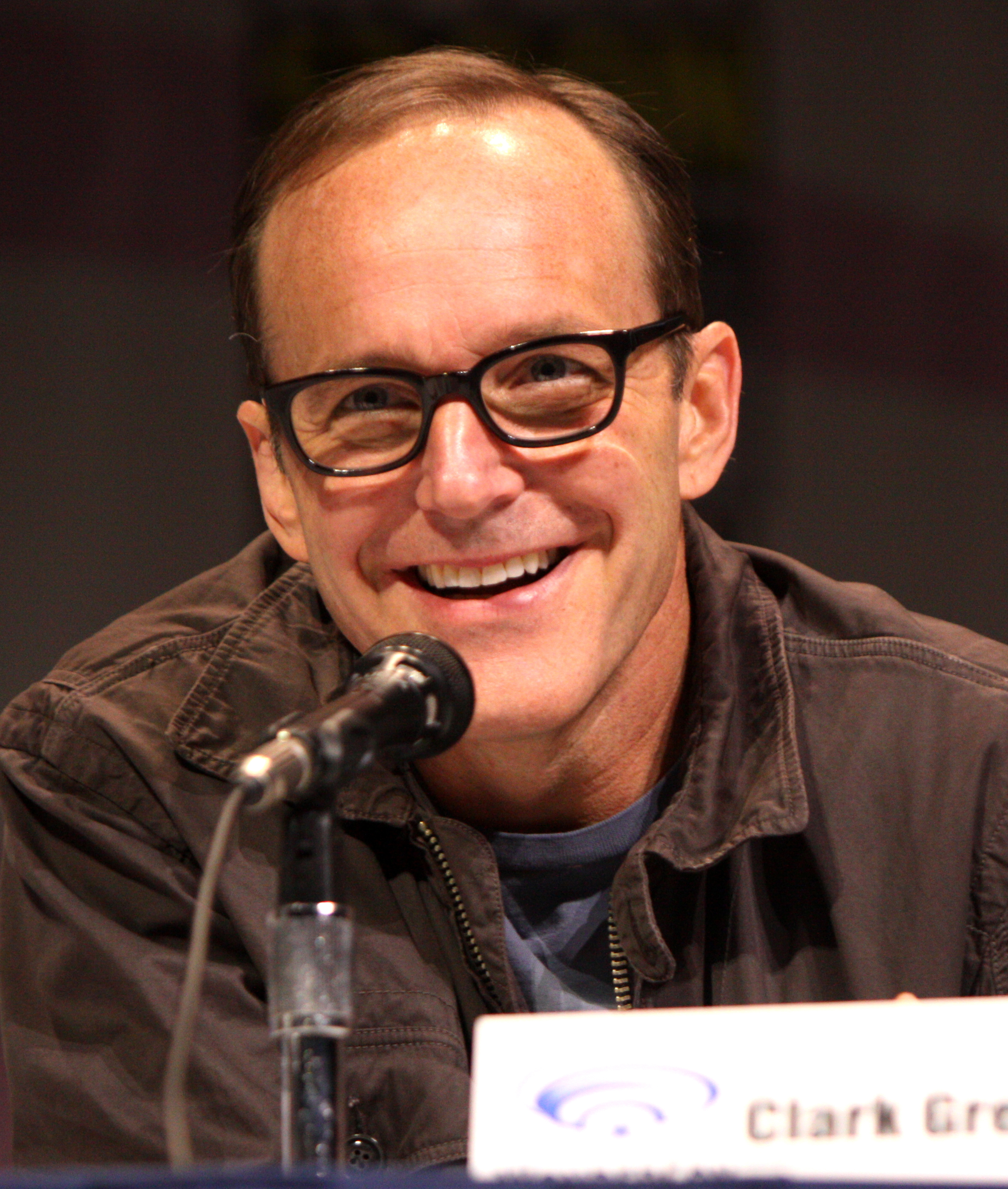
Gregg al WonderCon de 2013

Gregg va ser membre fundador i posteriorment director artístic de la companyia Atlantic Theatre Company, que es va formar el 1983. Gregg ha estat present en diversos papers de suport en pel·lícules, com Lovely &amp; Amazing, The Human Stain i In Good Company, i com a convidats en sèries de televisió, com Will & Grace, Sports Night, Sex and the City and The West Wing. També va escriure el guió del thriller 2000 What Lies Beneath.
És el director i guionista de la pel·lícula Choke (2008), basada en la novel·la del mateix nom de Chuck Palahniuk, protagonitzada per Sam Rockwell. Gregg va consultar al seu pare, un professor de religió retirat a Stanford, per la cita de la Carta als Gàlates de Sant Pau que Gregg va utilitzar a Choke. El pare de Gregg és també el primer capellà de l'església commemorativa de Stanford.
El 2008, Gregg va aparèixer a la pel·lícula Iron Man com un agent de SHIELD, anomenat Phil Coulson, un personatge que en aquell moment no existia als còmics. El 2010, Gregg va reprendre el seu paper com a agent Coulson per a Iron Man 2. Gregg s'havia inscrit en un contracte de pel·lícules múltiples pel personatge amb Marvel Studios. El 2011 va tornar com a Coulson per a Thor. Gregg va sentir-se com a part de l'expansió del Marvel Cinematic Univers i es va mostrar molt emocionant, "l'agent Coulson era un dels nois que realment no estava en els còmics i que era un paper molt petit en Iron Man " va dir," i jo tenia moltíssima sort que escollissin expandir aquest personatge i tinguessin més interès en l'univers. És realment una explosió!" Després de la seva aparició a Thor, va repetir de nou el seu paper en The Avengers. Gregg també protagonitza una sèrie de curtmetratges de Marvel que es poden veure a les estrenes Blu-ray de les pel·lícules.
A l'octubre del 2010, Gregg va formar part del repartiment d'una lectura de The Normal Heart de Larry Kramer al costat de Dylan Walsh, Lisa Kudrow i Tate Donovan, presentada a Los Angeles amb motiu del 25è aniversari de l'obra (i precedint l'estrena de Broadway 2011, que conserva elements d'aquesta lectura escènica); la lectura va ser dirigida pel seu sogre, Joel Gray.
Des de 2013, Gregg ha representat a l'agent, més tard director Coulson, a la sèrie de televisió ABC Agents of SHIELD, al si del MCU, al costat de Ming-Na Wen i Chloe Bennet. Ha dirigit episodis a les temporades cinc i sis.
El 20 d'abril de 2013, Trust Me, una pel·lícula escrita i dirigida per Gregg, es va estrenar al Tribeca Film Festival. La pel·lícula va tenir un llançament limitat als Estats Units el juny de 2014.
Gregg va reprendre el seu paper com Phil Coulson a la pel·lícula Captain Marvel.

## Vida personal

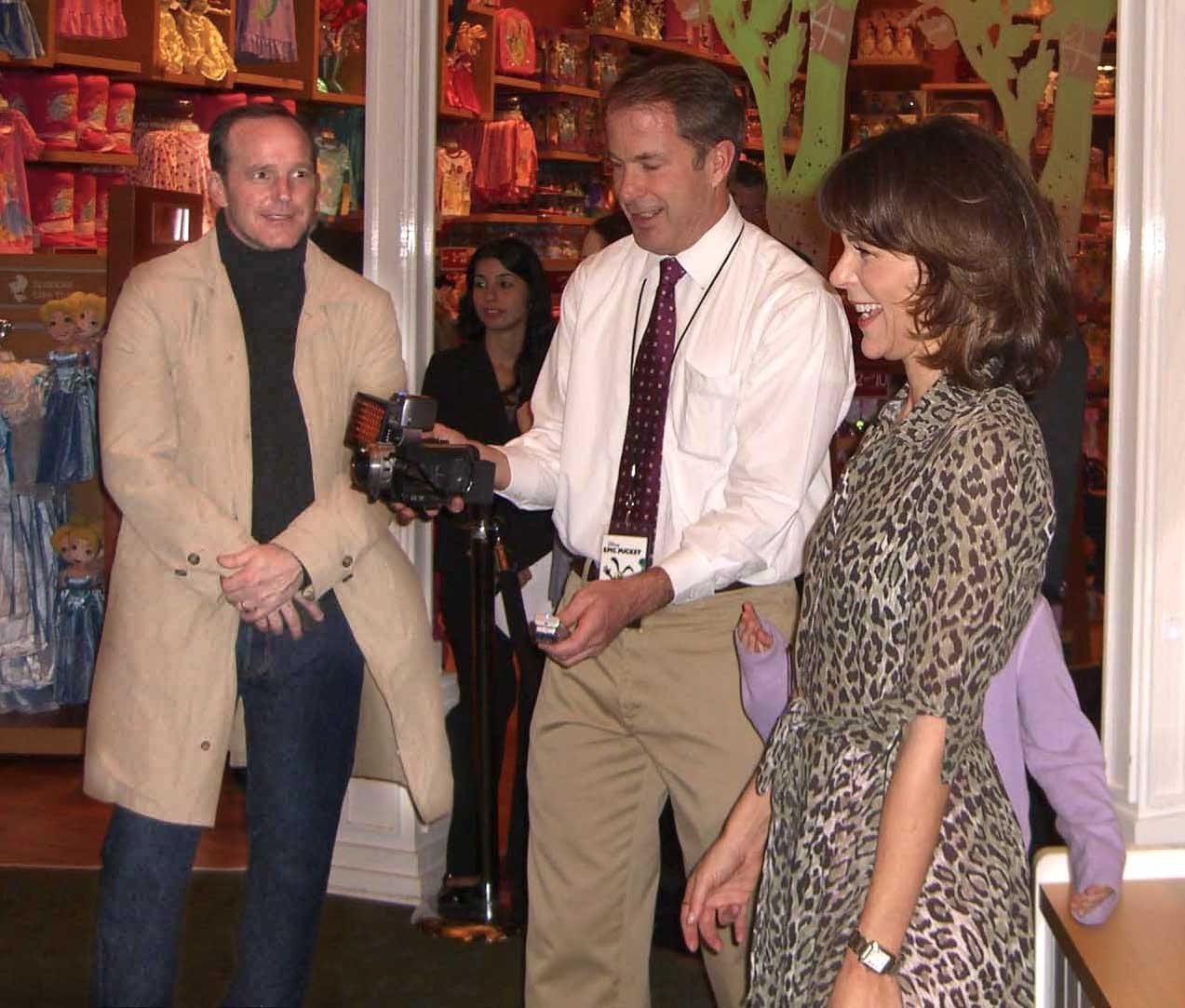
Gregg (a l'esquerra) amb la seva dona, Jennifer Grey (a la dreta) a la festa de llançament de Epic Mickey el 30 de novembre de 2010 a Manhattan

Gregg es va casar el 21 de juliol de 2001 amb l'actriu Jennifer Grey; la parella va co-protagonitzar la pel·lícula Lifetime TV Road to Christmas. Tenen una filla Stella, nascuda el 3 de desembre de 2001. És alcohòlic sobri i es descriu a ell mateix com a membre d'una família jueva (la seva dona és jueva). Té un cinturó negre de jiu-jitsu brasiler. Gregg i la seva esposa van ser dos dels manifestants de la Marxa 2017 de les dones celebrada el 21 de gener de 2017 a Washington, DC.

## Filmografia

### Pel·lícules
| Any  | Títol                                              | Paper                                             | Notes                                   |
| ---- | -------------------------------------------------- | ------------------------------------------------- | --------------------------------------- |
| 1988 | Things Change                                      | Stage Manager                                     |                                         |
| 1989 | Fat Man and Little Boy                             | Douglas Panton                                    |                                         |
| 1992 | Lana in Love                                       | Marty                                             |                                         |
| 1994 | Ride Me                                            | Jake Shank                                        |                                         |
| 1994 | I Love Trouble                                     | Darryl Beekman, Jr.                               |                                         |
| 1994 | Clear and Present Danger                           | Staff Sergeant                                    |                                         |
| 1995 | The Usual Suspects                                 | Dr. Walters                                       |                                         |
| 1995 | Above Suspicion                                    | Randy                                             |                                         |
| 1995 | Tyson                                              | Kevin                                             |                                         |
| 1997 | La trama (The Spanish Prisoner)                    | FBI Sniper                                        |                                         |
| 1997 | The Last Time I Committed Suicide                  | Cop No. 1                                         |                                         |
| 1997 | Six Ways to Sunday                                 | Benjamin Taft                                     |                                         |
| 1998 | The Adventures of Sebastian Cole                   | Hank/Henrietta Rossi                              |                                         |
| 1999 | Magnolia                                           | WDKK Floor Director                               |                                         |
| 2000 | State and Main                                     | Doug Mackenzie                                    |                                         |
| 2000 | What Lies Beneath                                  |                                                   | Només com escriptor                     |
| 2001 | A.I. Artificial Intelligence                       | Supernerd                                         |                                         |
| 2001 | Lovely &amp; Amazing                               | Bill                                              |                                         |
| 2002 | One Hour Photo                                     | Det. Paul Outerbridge                             |                                         |
| 2002 | We Were Soldiers                                   | Capt. Tom Metsker                                 |                                         |
| 2003 | Northfork                                          | Mr. Hadfield                                      | No acreditat                            |
| 2003 | 11:14                                              | Officer Hanna                                     |                                         |
| 2003 | The Human Stain                                    | Nelson Primus                                     |                                         |
| 2004 | Spartan                                            | Miller                                            |                                         |
| 2004 | In Enemy Hands                                     | U.S.S. Swordfish: Executive Officer Teddy Goodman |                                         |
| 2004 | In Good Company                                    | Mark Steckle                                      |                                         |
| 2006 | When a Stranger Calls                              | Ben Johnson                                       |                                         |
| 2006 | Bickford Shmeckler's Cool Ideas                    | Publisher                                         |                                         |
| 2006 | Hoot                                               | Chuck Muckle                                      |                                         |
| 2007 | In the Land of Women                               | Nelson Hardwicke                                  |                                         |
| 2007 | The Air I Breathe                                  | Henry                                             |                                         |
| 2008 | Choke                                              | Lord High Charlie                                 | També escriptor i director              |
| 2008 | Iron Man                                           | Agent Phil Coulson                                |                                         |
| 2009 | (500) Days of Summer                               | Vance                                             |                                         |
| 2010 | Iron Man 2                                         | Agent Phil Coulson                                |                                         |
| 2011 | Thor                                               | Agent Phil Coulson                                |                                         |
| 2011 | Mr. Popper's Penguins                              | Nat Jones                                         |                                         |
| 2011 | The Consultant                                     | Agent Phil Coulson                                | Curtmetratge                            |
| 2011 | A Funny Thing Happened on the Way to Thor's Hammer | Agent Phil Coulson                                | Curtmetratge                            |
| 2012 | The Avengers                                       | Agent Phil Coulson                                | Saturn Award per Millor actor secundari |
| 2012 | Much Ado About Nothing                             | Leonato                                           |                                         |
| 2012 | Light Years                                        | Mr. Markovic                                      |                                         |
| 2013 | The To Do List                                     | Judge George Klark                                |                                         |
| 2013 | Labor Day                                          | Gerald                                            |                                         |
| 2013 | Trust Me                                           | Howard Holloway                                   | També escriptor i director              |
| 2014 | Very Good Girls                                    | Edward Berger                                     |                                         |
| 2015 | Thrilling Adventure Hour Live                      | Mason Grantz                                      |                                         |
| 2016 | Live by Night                                      | Chief Inspector Calvin Bordurant                  |                                         |
| 2018 | Spinning Man                                       | Paul                                              |                                         |
| 2019 | Captain Marvel                                     | Agent Phil Coulson                                |                                         |
| 2020 | Run Sweetheart Run                                 | James R. Fuller                                   |                                         |
| 2021 | Moxie                                              | John                                              |                                         |
| 2021 | Being the Ricardos                                 | Howard Wenke                                      | Postproducció                           |

### Televisió
| Any       | Títol                                        | Paper                                                              | Notes                                                              |
| --------- | -------------------------------------------- | ------------------------------------------------------------------ | ------------------------------------------------------------------ |
| 1988      | Lip Service                                  | Stage Manager                                                      | Pel·lícula TV                                                      |
| 1991      | Llei i ordre (Law & Order)                   | Patrick Dunne                                                      | Episodi: "Life Choice"                                             |
| 1991      | Shannon's Deal                               | Mercer                                                             | 2 episodis                                                         |
| 1991      | A Woman Named Jackie                         | Ken O'Donnell                                                      | Minisèries TV                                                      |
| 1993      | The Young Indiana Jones Chronicles           | Dickinson                                                          | Episodi: "Princeton, February 1916"                                |
| 1994      | The George Carlin Show                       | Dad                                                                | Episodi: "George Does A Bad Thing"                                 |
| 1995      | Tyson                                        | Kevin Rooney                                                       | Pel·lícula TV                                                      |
| 1995      | The Commish                                  | Tom Cannon                                                         | 2 episodis                                                         |
| 1995      | Central Park West                            | Manager                                                            | Episodi: "Behind Your Back"                                        |
| 1996      | Touched by an Angel                          | Don Dudley                                                         | Episodi: "Lost and Found"                                          |
| 2000      | Sports Night                                 | The Stranger (a/k/a Calvin Trager)                                 | Temporada 2, Episodis 21 "La Forza Del Destino" i 22 "Quo Vadimus" |
| 2000      | Sex and the City                             | Harris Bragen                                                      | Episodi: "Don't Ask, Don't Tell"                                   |
| 2000      | The Practice                                 | Julie McGrath's Brother                                            | Episodi: "Brother's Keepers"                                       |
| 2001–2004 | The West Wing                                | FBI Special Agent Michael Casper                                   | 8 episodis                                                         |
| 2002      | My Sister's Keeper                           | Harvey                                                             | Pel·lícula TV                                                      |
| 2002      | En directe des de Bagdad (Live from Baghdad) | Eason Jordan                                                       | Pel·lícula TV                                                      |
| 2003      | Will & Grace                                 | Cam                                                                | Episodi: "May Divorce Be with You"                                 |
| 2004      | Vic Mackey (The Shield)                      | William Faulks                                                     | 2 episodis                                                         |
| 2005      | CSI: NY                                      | D.A. Allen McShane                                                 | Episodi: "The Fall"                                                |
| 2006      | The Road to Christmas                        | Tom Pullman                                                        | Pel·lícula TV                                                      |
| 2006–2010 | The New Adventures of Old Christine          | Richard Campbell                                                   | Repartiment principal 88 episodis                                  |
| 2012–2017 | Ultimate Spider-Man                          | Agent Phil Coulson / Principal Coulson (veu)                       | Repartiment principal 29 episodis                                  |
| 2013      | Comedy Bang! Bang!                           | Ell mateix                                                         | Episodi: "Clark Gregg Wears a Navy Blazer & White Collared Shirt"  |
| 2013–2020 | Marvel's Agents of S.H.I.E.L.D.              | Agent / Director Phil Coulson / Pachakutiq / Sarge (Temporada 1-7) | Repartiment principal Director: "Fun & Games", "Missing Pieces"    |
| 2016      | Lip Sync Battle                              | Ell mateix                                                         | Episodi: "Clark Gregg vs. Hayley Atwell"                           |
| 2016      | BattleBots                                   | Ell mateix                                                         |                                                                    |
| 2016      | Marvel's Agents of S.H.I.E.L.D.: Slingshot   | Phil Coulson                                                       | Episodi: "Vendetta"                                                |
| 2019      | SMILF                                        | Mr. Daddy                                                          | Episodi: "Single Mom is Losing Faith"                              |
| 2020      | The Conners                                  | Ron                                                                | 2 episodis                                                         |
| 2021      | What If...?                                  | Phil Coulson (veu)                                                 | 2 episodis                                                         |

### Videojocs
| Any  | Títol                    | Paper de veu       |
| ---- | ------------------------ | ------------------ |
| 2013 | LEGO Marvel Super Heroes | Agent Phil Coulson |
| 2013 | Marvel Heroes            | Agent Phil Coulson |
| 2016 | Lego Marvel's Avengers   | Agent Phil Coulson |

## Premis i nominacions
| Any  | Premi                             | Categoria | Treball                          | Resultat  |
| ---- | --------------------------------- | --- | -------------------------------- | --------- |
| 2000 | Premis Independent Spirit         | Millor actor de repartiment | The adventures of Sebastian Cole | Nominat   |
| 2000 | Premi National Board of Review    | Millor interpretació conjunta compartit amb Alec Baldwin, Charles Durning, Jim Frangione, Vincent Guastaferro, Michael Higgins, Philip Seymour Hoffman, Ricky Jay, Jonathan Katz, Linda Kimbrough, Jordan Lage, Morris Lamore, Patti LuPone, William H. Macy i Michael James O'Boyle, Sarah Jessica Parker, David Paymer, Rebecca Pidgeon, Charlotte Potok, Lionel Mark Smith, Allen Soule i Julia Stiles  | State and Main                   | Guanyador |
| 2001 | Premi Online Film Critics Society | Millor interpretació conjunta compartit amb Alec Baldwin, Charles Durning, Jim Frangione, Vincent Guastaferro, Michael Higgins, Philip Seymour Hoffman, Ricky Jay, Jonathan Katz, Linda Kimbrough, Jordan Lage, Morris Lamore, Patti LuPone, William H. Macy i Michael James O'Boyle, Sarah Jessica Parker, David Paymer, Rebecca Pidgeon, Charlotte Potok, Lionel Mark Smith, Allen Soule i Julia Stiles  | State and Main                   | Guanyador |
| 2001 | Premi Florida Film Critics Circle | Millor interpretació conjunta compartit amb Alec Baldwin, Charles Durning, Jim Frangione, Vincent Guastaferro, Michael Higgins, Philip Seymour Hoffman, Ricky Jay, Jonathan Katz, Linda Kimbrough, Jordan Lage, Morris Lamore, Patti LuPone, William H. Macy i Michael James O 'Boyle, Sarah Jessica Parker, David Paymer, Rebecca Pidgeon, Charlotte Potok, Lionel Mark Smith, Allen Soule i Julia Stiles | State and Main                   | Guanyador |
| 2008 | Festival de cinema de Sundance    | Gran Premi del Jurat - Dramàtic | Choke                            | Nominat   |
| 2008 | Festival de cinema de Sundance    | Premi especial del jurat: dramàtic, treball de conjunt compartit amb Sam Rockwell, Jonah Bobo, Anjelica Huston, Kelly Macdonald, Brad William Henke, Paz de l'Horta, Gillian Jacobs, Bijou Phillips i Joel Grey | Choke                            | Guanyador |
| 2013 | Premi Saturn                      | Millor actor secundari | The Avengers                     | Guanyador |